# Сокол (Костанайская область)
Сокол (каз. Сокол) — село в Узункольском районе Костанайской области Казахстана. Административный центр Карл Марксского сельского округа. Код КАТО — 396637100.

## Население
В 1999 году население села составляло 838 человек (405 мужчин и 433 женщины). По данным переписи 2009 года, в селе проживало 775 человек (357 мужчин и 418 женщин).